# Coptotrophis deyrolii
Coptotrophis deyrolii är en skalbaggsart som först beskrevs av Sylvain Auguste de Marseul 1856.  Coptotrophis deyrolii ingår i släktet Coptotrophis och familjen stumpbaggar. Inga underarter finns listade i Catalogue of Life.